# مارتین و لوئیس (فیلم)
مارتین و لوئیس (به انگلیسی: Martin and Lewis) یک تله‌فیلم آمریکایی بیوگرافی محصول سال ۲۰۰۲ به نویسندگی و کارگردانی جان گری است. این اثر به زندگی تیم دو بازیگر کمدین مارتین و لوئیس می‌پردازد. در این فیلم جرمی نورثام در نقش دین مارتین و شان هایس در نقش جری لوئیس بازی می‌کنند.
دین مارتین در سال ۱۹۴۹، یعنی سال‌ها پیش از قطع همکاری حرفه‌ای خود با جری لوئیس، با ژان بیگل ازدواج کرد.